# (6960) 1989 AL5
(6960) 1989 AL5 (1989 AL5, 1932 EU, 1981 UR3, 1986 RJ15) — астероїд головного поясу. Відкритий 4 січня 1989 року Робертом Макнотом.
Тіссеранів параметр щодо Юпітера — 3,180.